# (452) Hamiltonia
(452) Hamiltonia es un asteroide perteneciente al cinturón de asteroides descubierto por James Edward Keeler desde el observatorio Lick del monte Hamilton, Estados Unidos, el 6 de diciembre de 1899.

## Designación y nombre
Hamiltonia se designó inicialmente como 1899 FD.
Posteriormente fue nombrado por el monte Hamilton, ubicación del observatorio Lick.

## Características orbitales
Hamiltonia está situado a una distancia media del Sol de 2,846 ua, pudiendo acercarse hasta 2,806 ua. Tiene una inclinación orbital de 3,225° y una excentricidad de 0,01393. Emplea en completar una órbita alrededor del Sol 1754 días. Forma parte de la familia asteroidal de Coronis.